# Starmania/Staffel 5
Die fünfte Staffel der österreichischen Gesangs-Castingshow Starmania wurde im Frühjahr 2021 im Programm des Österreichischen Rundfunks ausgestrahlt.

## Hintergrund
Am 8. Oktober 2020 wurde bekannt, dass Starmania im Jahr 2021 nach 12 Jahren Pause und somit fast 20 Jahre nach der ersten Staffel generalüberholt erneut im ORF zu sehen sein wird. Bereits am 13. Oktober startete der Castingaufruf für die neue Staffel und somit die Suche nach einer neuen Generation an Nachwuchskünstlern. Profi- und Amateurkünstler ab 15 Jahren konnten sich online bewerben. Nachdem eine Redaktion eine Vorentscheidung getroffen hatte, wurden die vielversprechendsten Kandidaten eingeladen, ihr Können vor einer Jury unter Beweis zu stellen. Am 26. Februar 2021 startete die Show unter dem Namen Starmania21 und suchte in den kommenden zehn Wochen den besten Nachwuchskünstler 2021. Auch in der generalüberholten Staffel 2021 führte Arabella Kiesbauer als Moderatorin durch die Live-Shows.
Die Jury bestand aus Tim Bendzko, Ina Regen und Nina „Fiva“ Sonnenberg. Die Sendungen wurden von Philipp Hansa kommentiert.
Das allgemeine Publikumsinteresse stieg wieder an und der ORF konnte Erfolge erringen.
Die Quoten der ersten Sendung betrugen 800.000 Zuseher, die der zweiten Sendung 588.000 Zuseher und die der dritten Sendung 507.000 Zuseher.
Die Produktion von Starmania21 wird vom Wiener TV-Produktionsunternehmen TVfriends productions & services GmbH durchgeführt.
Auch wenn wiedererkennbare Elemente wie die erneute Moderation durch Arabella Kiesbauer oder die Signation-Musik Anklang fanden, wurde das generalisierte Konzept der Neuauflage teilweise kritisiert. Selbst Tom Neuwirth und Martin Zerza, ehemalige Starmania-Teilnehmer, kritisierten in ihrem „unautorisierten“ Podcast OZAA („Ohren zu Augen auf!“) die Redaktion der Sendung, welche das Konzept von Starmania regelrecht „an die Wand gefahren“ hätte. So sollte beispielsweise der Zuschauer unterhalten werden und sich nicht ständig die Frage stellen, auf welche Art welcher Kandidat in die nächste Runde kommt. Auch unklare Jury-Entscheidungen und die geringe Einbindung des Zuschauers seien nicht nachvollziehbar.

## Ablauf
Insgesamt gab es 1.700 Bewerbungen, 200 Kandidaten wurden zum Livecasting eingeladen, 64 waren in der Staffel dabei.
In den ersten sieben Sendungen war ausschließlich die Jury am Wort. Die 64 Kandidaten traten in vier Sendungen zu je 16 Kandidaten gegeneinander an. Dabei wurden pro Sendung in zwei Bewertungsrunden acht Kandidaten in die nächste Runde gewählt, acht Kandidaten schieden aus. Die verbliebenen 32 Kandidaten standen sich in zwei Halbfinalshows – dieses Mal mit je 16 Teilnehmern – erneut gegenüber. Erneut entschied die Jury, wer zu den 16 Finalisten von Starmania zählte. In der Finalshow 1 kamen acht von ihnen weiter. Erst ab der achten Show (Finalshow 2) trat erstmals das Heimpublikum mit Televoting in Erscheinung. Da durch die COVID-19-Pandemie kein Publikum im Studio zugelassen war, entfiel in der fünften Staffel von Starmania zum ersten Mal das Saalvoting. Nach der achten Show gab es nur noch sechs Finalisten, nach der neunten Show (Finalshow 3) vier Teilnehmer. In der zehnten Show, gleichzeitig das Finale, wurde unter den letzten vier verbliebenen die Siegerin von Starmania ermittelt.

## Auftritte
Die Kandidaten sind in der Reihenfolge ihrer Auftritte sortiert. Fett hervorgehobene Namen schafften es in die nächste Runde.
| Show 1, 26. Februar 2021 1. ☆ Julia Wastian (18) aus Brückl 2. Sebastian Mucha (24) aus St. Aegyd am Neuwalde 3. Anja Fischthaler (18) aus Vöcklabruck 4. Teodor Munjas (28) aus Wien 5. Lisa Wessely (16) aus Horitschon 6. Noah Küng (20) aus Lustenau 7. Stephanie Madrian (22) aus Klagenfurt am Wörthersee 8. Felix Larcher (21) aus Ansfelden 9. Magdalena Huber (24) aus Wien 10. ☆ Vanessa Dulhofer (16) aus Traiskirchen 11. Antoine Humbert (29) aus Wien 12. Markus Manzl (17) aus St. Johann im Pongau 13. Diego Federico (24) aus Südtirol 14. Victoria Naglmair (17) aus Schrems 15. Uwe Painer (40) aus Mooskirchen 16. Julia Novohradsky (19) aus Wien Show 3, 12. März 2021 1. Deborah Posadas Saucedo (23) aus Graz 2. Jonathan Dobias (23) aus Wien 3. Manuel Lamb (28) aus Frohnleiten 4. Selina-Maria Edbauer (22) aus Wien 5. Monique Michelle Tvrdy (27) aus Neuhofen an der Krems 6. Michael Russ (27) aus Tillmitsch 7. Ceren Cinar (20) aus Kapellerfeld 8. Dieter Hörmann (32) aus Wien 9. Maria Aschenwald (34) aus Mayrhofen 10. Kim Tamara Žebić (23) aus Wien 11. ☆ Fred Owusu (24) aus Graz 12. Adrian Haslwanter (27) aus Inzing 13. ☆ Laura Kožul (16) aus Großhöflein 14. Ben Guy (22) aus Wien 15. ☆ Philip Piller (25) aus Wien 16. Caroline Hat (24) aus Wien Show 5: Halbfinale, 26. März 2021 - Julia Novohradsky (19) - Noah Küng (20) - Vanessa Dulhofer (16) - Sebastian Mucha (24) - Julia Wastian (18) - ☆ Allegra Tinnefeld (15) - Damion Lee (34) - Stephanie Madrian (22) - ☆ Fred Owusu (24) - Selina-Maria Edbauer (22) - Adrian Haslwanter (27) - Philip Piller (25) - Anna Heimrath (24) - Johannes Pietsch (19) - Corinna Koder (24) - ☆ David Mannhart (15) | Show 2, 5. März 2021 1. Daniela Tuscher (20) aus Oberrohrbach 2. Charlène Bousseau (16) aus Klagenfurt am Wörthersee 3. Leonardo Abdon (23) aus Wien 4. Thomas Glantschnig (30) aus Köflach 5. Nico Kirschner (18) aus Pucking 6. Daniel Neuhold (34) aus Lieboch 7. Marco Prinner (23) aus Burgauberg 8. Max Rieser (18) aus Weer 9. ☆ Damion Lee (34) aus Deutschland 10. ☆ Tobias Hirsch (19) aus Birkfeld 11. Anna Schach (21) aus Wien 12. ☆ Anna Buchegger (22) aus Abtenau 13. Karen Danger (23) aus Deutschland 14. Nastja Isabella Zahour (26) aus Purkersdorf 15. Anna Schiebel (20) aus Wolfsgraben 16. ☆ Allegra Tinnefeld (15) aus Wien Show 4, 19. März 2021 1. Marcel Kaiser (20) aus Herzogenburg 2. Rebecca Rapp (30) aus Hinterbrühl 3. Daniel Götz (19) aus Perchtoldsdorf 4. Harald Fischl (28) aus Leiben 5. Nathalie Bauer (18) aus Fischamend 6. ☆ Anna Heimrath (24) aus Graz 7. Paul Wohlfahrt (21) aus Wiener Neustadt 8. Stephanie Schnauer (27) aus Tribuswinkel 9. Corinna Koder (24) aus Wien 10. ☆ Johannes Pietsch (19) aus Wien 11. Mert Cosmus (21) aus St. Pölten 12. Stefanie Mayer (25) aus Wien 13. Philipp Lauscher (23) aus Krems 14. ☆ Teodora Špirić (20) aus Wien 15. Tina Tenzin Wangmo Gi (16) aus Klagenfurt am Wörthersee 16. David Mannhart (15) aus Trumau Show 6: Halbfinale, 9. April 2021 - Charlène Bousseau (16) - ☆ Anna Buchegger (22) - Mert Cosmus (21) - Jonathan Dobias (23) - Thomas Glantschnig (30) - Tobias Hirsch (19) - Marcel Kaiser (20) - ☆ Laura Kožul (16) - Felix Larcher (21) - Markus Manzl (17) - Stefanie Mayer (25) - Marco Prinner (23) - Michael Russ (27) - Deborah Posadas Saucedo (23) - ☆ Teodora Špirić (20) - Nastja Isabella Zahour (26) |

| Show 7: Finalshow 1, 16. April 2021 - ☆ Anna Buchegger (☆) - Mert Cosmus - ☆ Vanessa Dulhofer (☆) - ☆ Anna Heimrath (☆) - Tobias Hirsch (☆) - Laura Kožul (☆) - Felix Larcher - David Mannhart (☆) - Stefanie Mayer - ☆ Fred Owusu (☆) - Johannes Pietsch (☆) - Philip Piller (☆) - Michael Russ - ☆ Teodora Špirić (☆) - Allegra Tinnefeld (☆) - Julia Wastian (☆) | Show 8: Finalshow 2, 23. April 2021 - Fred Owusu ⚔ Anna Heimrath - Laura Kožul ⚔ Teodora Špirić - Tobias Hirsch ⚔ David Mannhart - Anna Buchegger ⚔ Vanessa Dulhofer Weiter kamen die Sieger der 4 Duelle und zwei von der Jury "zurückgeholte" Unterlegene. | Show 9: Finalshow 3, 30. April 2021 - Anna Buchegger - Vanessa Dulhofer - Anna Heimrath - Tobias Hirsch - Laura Kožul - Fred Owusu Alle 6 Kandidat/inn/en sangen auch "Shape of you" von Ed Sheeran, aber in sehr unterschiedlichen Stilen und Schwierigkeitsgraden. Weiter kamen drei vom Publikumsvoting ausgewählte Kandidaten und Fred Owusu, der von der Jury zurückgeholt wurde. |

|                  | Show 10: Das große Finale, 7. Mai 2021 Gruppensong der vier Finalist/inn/en: „Into The Unknown“ (Panic! At The Disco) Alle vier Kandidat/inn/en interpretieren jeweils ihren Lieblingssong aus den vorherigen Auftritten, den sogenannten „Best Song“. Dann gibt es ein Voting und drei bleiben übrig, die den „Jury Song“, den die Jury für sie vorgeschlagen hat, vortragen. Das nächste Voting reduziert auf die letzten Zwei, die dann noch ihren selbstkomponierten „Winner Song“ zum Besten geben. \| \| „Best Song“ \| „Jury Song“ \| „Winner Song“ \| \| ---------------- \| ------------------------------------------- \| -------------------------------- \| ------------------------- \| \| Anna Buchegger \| „Kiss“ von Prince \| „Cuz I Love You“ von Lizzo \| „Ease“ von Anna Buchegger \| \| Tobias Hirsch \| „Anyone“ von Demi Lovato \| \| \| \| Vanessa Dulhofer \| „Bring Me Some Water“ von Melissa Etheridge \| „Schön genug“ von Lina Maly \| \| \| Fred Owusu \| „Sunny“ von Bobby Hebb \| „I Need a Dollar“ von Aloe Blacc \| „Hold On“ von Fred Owusu \| Anna Buchegger gewann, sich selbst am Klavier begleitend, mit der Ballade „Ease“ den Wettbewerb. |                                  |                           |
|                  | „Best Song“ | „Jury Song“                      | „Winner Song“             |
| Anna Buchegger   | „Kiss“ von Prince | „Cuz I Love You“ von Lizzo       | „Ease“ von Anna Buchegger |
| Tobias Hirsch    | „Anyone“ von Demi Lovato |                                  |                           |
| Vanessa Dulhofer | „Bring Me Some Water“ von Melissa Etheridge | „Schön genug“ von Lina Maly      |                           |
| Fred Owusu       | „Sunny“ von Bobby Hebb | „I Need a Dollar“ von Aloe Blacc | „Hold On“ von Fred Owusu  |